# Nao Kusaka
Nao Kusaka (en japonés: 日下尚, Kusaka Nao; 28 de noviembre de 2000) es un deportista japonés que compite en lucha grecorromana.
Participó en los Juegos Olímpicos de París 2024, obteniendo una medalla de oro en la categoría de 77 kg. Ganó una medalla de bronce en el Campeonato Mundial de Lucha de 2023, en la misma categoría.

## Palmarés internacional
| Juegos Olímpicos   | Juegos Olímpicos  | Juegos Olímpicos  | Juegos Olímpicos |
| Año                | Lugar             | Medalla           | Categoría        |
| ------------------ | ----------------- | ----------------- | ---------------- |
| 2024               | París (Francia)   | Medalla de oro    | 77 kg            |
| Campeonato Mundial |                   |                   |                  |
| Año                | Lugar             | Medalla           | Categoría        |
| 2023               | Belgrado (Serbia) | Medalla de bronce | 77 kg            |